# District régional de Comox Valley
Pour les articles homonymes, voir Comox.
Le District régional de Comox Valley en Colombie-Britannique est situé au sud-ouest de la Province. Ce nouveau district résulte d'une réorganisation survenue en 2008, formant deux districts distincs à partir du district régional de Comox-Strathcona. Le district régional de Comox Valley ne compte que 8,4 % de cet ancien district, mais garde tout de même 57,9 % de sa population. Le siège du district se situe à Courtenay.

## Routes Principales
Routes principales traversant Comox Valley :